# 无符号数
无符号数（unsigned）是计算机编程中的一种数值資料型別。有符号数（signed）可以表示特定类型规定范围内的整数（包括负数），而无符号数只能表示非负数（0及正数）。
有符号数能够表示负数的代价是能够表示的正数范围的缩小，因为其约一半的数值范围要用来表示负数（如8位有符号整数中，对应8位无符号整数表示128~255的部分被用于表示-127~-1）。无符号数可以利用其所占有的所有位来表示较大的数。
例如，16位有符号整数可表示 -32768~32767 之间的任意整数，而16位无符号整数可表示 0~65535 之间的数。若将有符号数转换为二进制，则其数值类型允许的最左一位用于表示符号（1为负数，0为正数和0），但在无符号数中，最左一位与其右各位一样用于表示数值。
大多数架构的机器语言不区分有符号数及无符号数。然而算术指令通常设定进位标志等CPU标志，为无符号算术及溢出标志设定。这些标志能够被带入随后的分支及算术指令中。
C语言及大部分C的派生语言为其所有有符号数类型及char类型提供了对应的无符号类型。在这些语言中，若存在显式的unsigned标识符，则将此数标识为无符号，否则为有符号（char类型除外），对应地存在signed标识符用于标识有符号数。为数值添加U后缀也可将此数值标识为无符号数。例如，在32位数中，0xFFFFFFFF表示-1，但0xFFFFFFFFU表示4294967295。
编译器在遇到有符号数与无符号数间的比较、算术等操作时常会发出警告，因为可能因其范围不同而导致溢出。C/C++语言规定无符号整数运算不存在溢出，如果结果超出了无符号类型能表示的最大数，则做模运算取余数。例如，对于uint32的 2-3， 其结果对0x10000模运算取余数，最终结果为0xFFFF。